# 蛤御門

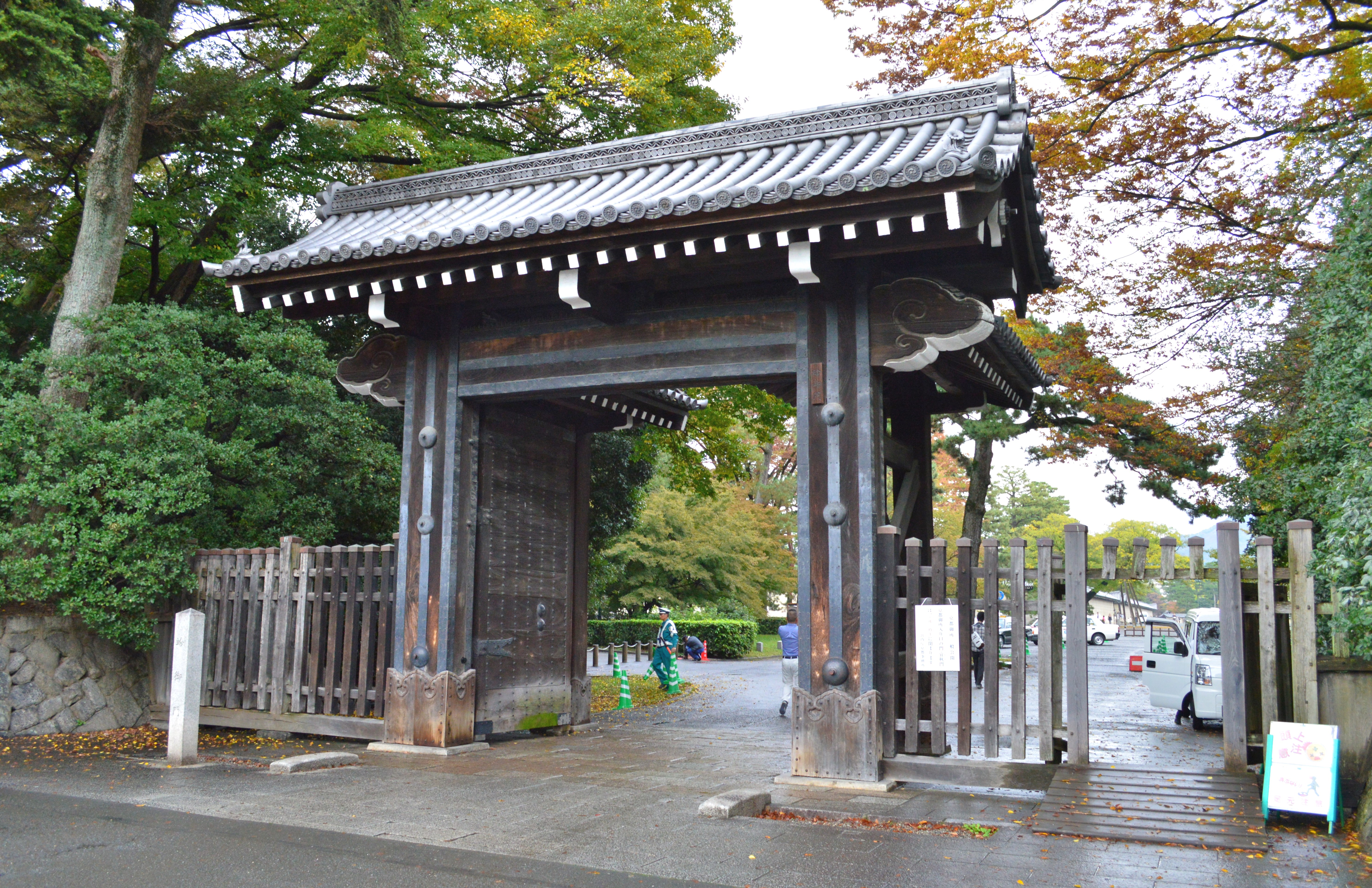
門の概観

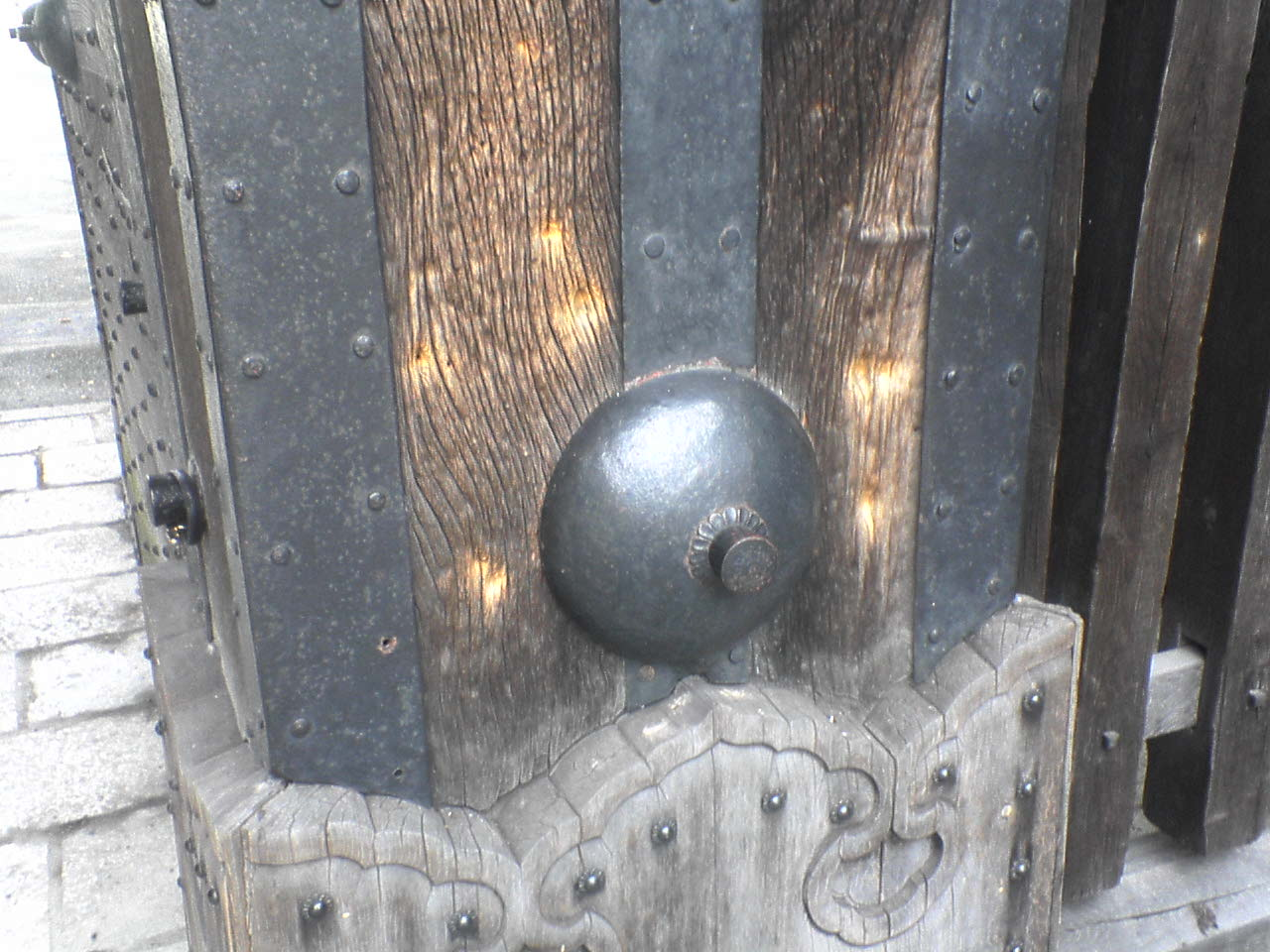
門に残る弾痕

蛤御門（はまぐりごもん）は、現在の京都御苑の外郭九門の一つ。本来の正式名称は「新在家御門（しんざいけごもん）」。門の形状は高麗門型の筋鉄門である。

## 解説
御所の火災の際、滅多に開くことのなかった門がこの時だけは開いたため、固く閉じていたものが火にあぶられて開いたことをハマグリになぞらえて「蛤御門」という俗称が付けられたとされる。いずれの火災時期とするかについては、宝永の大火（1708年）後とする説と、天明の大火（1788年）後とする説が挙げられている。
近年では寛文13年（1673年）の火災後まで遡るとする説や、「開かずの門」は本来は現在の下立売御門であったとする説も挙げられている。
元治元年7月19日（1864年8月20日）の蛤御門の変では門の周辺が長州藩との激戦地となった。現在でも門柱に命中した弾痕を確認することができる。
なお現在の蛤御門は、明治10年（1877年）から明治16年（1883年）にかけて行われた大内保存および京都御苑整備事業によって移設されたもので、それ以前は現在よりも30メートルほど東の位置に、南を向いて建てられていた。